# هاردینگ (دهانه)
هاردینگ یک دهانه برخوردی در ماه‌ است.

## دهانه‌های اقماری
این دهانه ۵ دهانه اقماری دارد.
| Harding | عرض جغرافیایی | طول جغرافیایی | قطر          |
| ------- | ------------- | ------------- | ------------ |
| A       | ۴۰.۴° N       | ۷۵.۵° W       | ۱۴.۰ کیلومتر |
| H       | ۴۰.۸° N       | ۶۴.۴° W       | ۶.۰ کیلومتر  |
| C       | ۴۲.۴° N       | ۷۴.۷° W       | ۸.۰ کیلومتر  |
| B       | ۴۱.۹° N       | ۷۶.۳° W       | ۱۷.۰ کیلومتر |
| D       | ۴۲.۹° N       | ۶۷.۷° W       | ۷.۰ کیلومتر  |